# François-Virgile Dubillard
François-Virgile Dubillard (Soye, 16. veljače 1845. – Chambery, 1. prosinca 1914.), kardinal Rimokatoličke Crkve i nadbiskup Chambéryja od 1907. do 1914.

## Životopis
François-Virgile Dubillard je bogoslovno i filozofsko obrazovanje stekao u Vesoulu, Besançonu i Rimu. Doktorirao je u Rimu za doktora katoličke teologije i dobio sakrament svećeničkog reda 5. rujna 1869. 16. prosinca 1907. je postao nadbiskup Chamberyja.  Za kardinala ga je zaredio 1911. papa Pio X. Zbog teške bolesti nije sudjelovao na papinskoj konklavi, 1914. Umro je 1. prosinca 1914. u Chamberyju i pokopan u katedrali u Chamberyju.